# Westport (Irlanda)
Westport (em irlandês: Cathair na Mairt) é um cidade do Condado de Mayo na República da Irlanda.